# الأبعادية البحرية
الأبعادية البحرية، قرية تابعة للوحدة المحلية لقرية كوم الحجر، التابعة لمركز الحامول، بمحافظة كفر الشيخ في جمهورية مصر العربية.

## السكان
بلغ عدد سكان الأبعادية البحرية 6,138 نسمة، ، منهم 3067 رجل و3071 امرأة، وذلك بحسب الإحصاء الرسمي لعام 2006.